# Billy Fernando Joya Améndola
Billy Fernando Joya Améndola (bekannt als Billy Joya) ist ein Militär und Politiker in Honduras.

## Leben
Joya war von 1984 bis 1991 Mitglied der Todesschwadron Batallón 3-16 unter dem Decknamen Licenciado Arrazola. Er war Chef der Abteilung Destacamento Técnico Especial, Koordinator der Einheiten des Batallón 3-16 in Tegucigalpa und San Pedro Sula, Verbindungsoffizier zu den US-Militärberatern, den US-Botschaftsangehörigen und den argentinischen Militärberatern.
Mit dieser Erfahrung gründete er seine eigene Todesschwadron Lince de los Cobras, die zusammen mit dem Batallón 3-16 Einsätze von Stützpunkten in Guatemala aus in nahezu ganz Mittelamerika durchführte.
Diese beiden Todesschwadronen oder Mitglieder von ihnen haben von den frühen 1980er Jahren bis heute ihre Aktivitäten in Honduras fortgeführt, die darin bestehen, vom Militär als „subversiv“ etikettierte Menschen – politische Aktivisten, Studenten, Professoren, Gewerkschafter, fortschrittliche Politiker und fortschrittliche Ausländer – zu bedrohen, zu entführen, zu foltern und letztlich zu töten.
Das Batallón 3-16 wurde von argentinischen Offizieren in Entführungen und Foltermethoden unterrichtet, eine militärische Beziehung zwischen den beiden Ländern, die von den USA unterstützt wurde. Anschließend wurde das Bataillon von der CIA in Aufklärungstechniken und psychologischen Verhören unterrichtet.
Batallón 3-16 und Lince de los Cobras waren zwei geheime militärische Schwadronen, welche nicht von öffentlich bekannten Militärstützpunkten aus vorgingen, wie dem Luftwaffenstützpunkt Soto Cano, sondern eher von geheimen militärischen Einrichtungen in Honduras, von denen viele von CIA-Agenten besucht und beaufsichtigt wurden. Der von 1981 bis 1985 in Honduras tätige US-Botschafter John Dimitri Negroponte half bei der Einrichtung und Unterhaltung dieser geheimen militärischen Einrichtungen.
Joya wurde die direkte strafrechtliche Verantwortung in mindestens 16 Fällen, welche zu mehr als zehn Ermordeten und Gefolterten führten, vorgeworfen. Darunter die Einsätze in den Siedlungen: La Campaña, La Matamoros, la San Francisco, La Florencia Sur, la Aurora,  Guamilito  und Loarque.
Im Juli 1995 wurde er mit anderen hohen Offizieren, der illegalen Festnahme, Ermordung von Verhafteten und Amtsmissbrauch, im Fall von sechs Studenten angeklagt.
Ab April 1996, bekehrte Joya in Sevilla in der Gemeinde Sagrados Corazones de Jesús y de María, sein Schwager leitete damals in Honduras ihr gemeinsames Sicherheitsunternehmen, Seguridad SAS-CTV. Am 30. Mai 1997 wies das spanische Innenministerium ein Auslieferungsersuchen der honduranischen Behörden zurück.
Im Februar 1999 wurde er im Fall des verschwundenen Studenten Hans Albert Madisson López angeklagt.
Im März 1999 wurde Joya der illegalen Festnahme, Folter, Misshandlung und Amtsmissbrauch im Fall des Ehepaares Reyes Bacca angeklagt.
Im Fall der sechs Studenten revidierte der Richter Manuel Cardona das Urteil der Haftstrafe, da nach seinem Urteil in diesem Fall Joya nicht mehr als illegale Festnahme zuzuordnen sei. Der bis dahin flüchtige Oberst im Ruhestand, welcher noch Haftstrafen von vier Jahren rechtskräftig hatte, stellte sich am 15. Dezember 1998 einem Strafgericht, nach dem am 14. Dezember 1998 der oberste Gerichtshof ein Amnestiegesetz für Menschenrechtsverbrechen der Militärs vom Juli 1991 bestätigt hatte. In der Stimmung nach dem Hurrikan Mitch wurde seine Haftstrafe in eine Geldstrafe von 2.400 Lempiras umgewandelt wurde. So blieb Joya noch zwei Monate im Primer Batallón de Infantería in Haft. Der Richter, dem der ursächliche Fall bekannt war, wandte das Auto Acordado (Verfahrenszustimmung) des obersten Gerichtshofes vom Juli 1996 an, nach welchem Angehörige seines Ranges den Vorzug der Straflosigkeit genießen.
2004 war Joya pensionierter Oberst gegen den drei Untersuchungsverfahren anhängig waren, genoss Freiheit auf Bewährung und war aktiver Wahlkämpfer in den
Präsidentschaftsvorwahlen für den Bürgermeister von Tegucigalpa Miguel Rodrigo Pastor Mejia in Partido Nacional.
Ende 2004 wurde ein Gerichtsprozess gegen Oberst Billy Fernando Joya Amendola zusammen mit dem früheren Generalstabschef Oscar Ramon Hernandez Chavez, Raymundo Alexander Hernandez Santos und Segundo Flores Murillo wegen der Ermordung des Studenten Hans Madisson fortgesetzt. Keiner der Angeklagten war Ende 2004 in Haft. Ende 2004 ließ Jose Barrera Martinez ein Zeuge in Fällen, welche im Zusammenhang mit dem Mord an Madisson standen eine Inhaftnahme erwarten, trotzdem blieben die Haftbefehle unausgeführt.
2006 drohte Joya honduranischen Bürgern.
2006 wurde Joya Berater des Sicherheitsministers Alvaro Romero in der Regierung Manuel Zelaya.
Im Juli 2009 wurde Joya besonderer ministerieller Berater in der Putschregierung von Roberto Micheletti.